# Tomás Modesto Galán
Tomás Modesto Galán de los Santos (Santo Domingo, 1951), que inicialmente firmó sus libros como Tomás Modesto y, después, como Tomás Modesto Galán, es un poeta, narrador, ensayista y profesor universitario dominicano residente desde 1986 en Nueva York.

## Biografía
Galán nació en 1951 en Santo Domingo, capital de la República Dominicana, en una familia modesta, y se formó en la Universidad Autónoma de Santo Domingo (UASD) y el Instituto Tecnológico de Santo Domingo (INTEC). Fue profesor de la UASD y la Universidad Dominicana O&M y, después de su traslado a los Estados Unidos, de la Universidad Pace y la Universidad de la Ciudad de Nueva York (CUNY).[cita requerida]
Antonio Arroyo Silva ha señalado que la poesía de Galán es "eminentemente urbana" y que "domina muchos registros formales (verso libre, poema en prosa, prosa poética, intertextualidad, etc.) y expresivos como el mestizaje entre la poesía culta y el habla popular dominicana". En sus versos y en su narrativa se encuentran la crítica política y social, relacionadas con el recuerdo de la dictadura de Rafael Leónidas Trujillo, la vida en los barrios de Nueva York, así como un interés por la cuestión de la negritud, todo ello no exento de ironía. Eduardo Moga ha descrito su escritura como una "constante interacción de lo lírico y lo crítico" y recuerda el episodio biográfico de la desaparición del hermano del autor, Ramón Galán, presuntamente asesinado por la policía de Trujillo. Su obra ha sido calificada de "referencia obligada de la poesía dominicana escrita en Estados Unidos". Galán también es autor de relatos y novelas.
Implicado en el desarrollo social y cultural de la comunidad dominicana neoyorquina, y particularmente de la de El Bronx, Tomás Modesto Galán fue coordinador cultural del Comisionado Dominicano de Cultura en los Estados Unidos (2004-2008) y es fundador y presidente de la Asociación de Escritores Dominicanos en los Estados Unidos (ASEDEU). Codirigió con Esteban Torres la revista Emem-Ya.

## Obra

### Libros de poesía
- Cenizas del viento, Santo Domingo: Universidad Autónoma de Santo Domingo, 1983.
- Diario de caverna, preludio de J. M. Sepúlveda, Santo Domingo: Colmena, 1988.
- Subway. Vida subterránea y otras confesiones, Shelbyville, KY: Wasteland Press, 2008.
- Amor en bicicleta y otros poemas, Premio Letras de Ultramar, Santo Domingo: Editora Nacional, 2014.
- Odisea vital, Santo Domingo: Universidad Autónoma de Santo Domingo, 2017.

### Antologías poéticas individuales
- Góngora en motoconcho. Antología esencial, 1983-2021, prólogos de Antonio Arroyo Silva y Eduardo Moga, Nueva York: Arte Poética, 2021.

### Antologías poéticas colectivas
- New Voices in Latin American Literature / Nuevas voces en la literatura latinoamericana, coordinación de Silvio Torres-Saillant, Nueva York: Ollantay Center for the Arts, 1993.
- Voces de ultramar. Literatura dominicana de la diáspora, compilación de José Acosta, Santo Domingo: Ferilibro, 2005.
- Multilingual Anthology The Americas Poetry Festival of New York 2014, edición de Carlos Aguasaco e Yrene Santos, Nueva York: Artepoética, 2014.

### Novela
- Los cuentos de Mount Hope, Santo Domingo, Editora Búho, 1995; segunda edición, Santo Domingo: Universidad Autónoma de Santo Domingo, 2014.
- Al margen del color, North Charleston, South Carolina: Createspace, 2014.

### Relatos
- Los niños del Monte Edén, Santo Domingo: Cocolo Editorial, 1998.

### Ensayo
- ¿Es popular la poesía de Juan Antonio Alix?, Santo Domingo: Biblioteca Nacional, 1987.

## Premios
- En 2014, Galán recibió el Premio Letras de Ultramar, convocado por el Comisionado de Cultura de la República Dominicana en los Estados Unidos, por su libro Amor en bicicleta y otros poemas.
- El 16 de octubre del 2015 fue designado poeta del año por The Americas Poetry Festival of New York.

| Predecesor: Daniel Baruc Espinal Rivera (2012) | Premio Letras de Ultramar de Poesía 2014 | Sucesor: Rosa Silverio (2016) |